# Adriana
Adriana je žensko osebno ime.

## Izvor imena
Ime Adriana je različica ženskega osebnega imena Adrijana.

## Pogostost imena
Po podatkih Statističnega urada Republike Slovenije je bilo na dan 31. decembra 2007 v Sloveniji število ženskih oseb z imenom Adriana: 284.

## Osebni praznik
Osebe z imenom Adriana lahko godujejo takrat kot osebe z imenom Adrijana.